# Eldorado Recording Studios
Eldorado Recording Studios är en inspelningsstudio som ligger i Burbank, Kalifornien i USA på 150 East Providencia Avenue. Eldorado Recording Studios grundades 1954 åt Johnny Otis och låg vid tillfället på Hollywood and Vine. 1987 tvingades studion flytta efter flera jordbävningar och placerade då sig i Marvin Gayes tidigare inspelningsstudio på Sunset Boulevard. 1996 flyttade Eldorado Recording Studios till Burbank och byggdes där upp från grunden av Steven Klein.

## Ett urval av album som spelats in i studion
- Vintage – Canned Heat
- Fresco – Icehouse
- The Red Hot Chili Peppers – Red Hot Chili Peppers
- Hell Awaits – Slayer
- Nothing's Shocking – Jane's Addiction
- Somewhere Between Heaven and Hell – Social Distortion
- Sound of White Noise – Anthrax
- Ixnay on the Hombre – The Offspring
- Americana – The Offspring
- Goodbye Alice in Wonderland – Jewel
- The Black Parade – My Chemical Romance
- Avenged Sevenfold – Avenged Sevenfold